# Ladislau de Neapole
Ladislau de Neapole (n. 15 februarie 1377, Napoli, Regatul Neapolelui – d. 6 august 1414, Napoli, Regatul Neapolelui) a fost rege al Regatului de Neapole și rege nominal al regatului Ungarei și Croația. A fost ultimul descendent pe linie masculină al Casei de Anjou.